# Gąsewo
Gąsewo – wieś sołecka w Polsce, położona w województwie mazowieckim, w powiecie płockim, w gminie Bodzanów.
W latach 1975–1998 wieś należała administracyjnie do województwa płockiego.